# Grobiņa
Grobiņa (deutsch Grobin) ist eine Kleinstadt im Bezirk Dienvidkurzeme in Kurland im Westen Lettlands, 10 km von Liepāja/Libau entfernt. Sie ist umgeben von der gleichnamigen Gemeinde (Grobiņas pagasts). Im Jahre 2022 zählte Grobiņa 3.537 Einwohner.

## Geschichte

### Mittelalter
Zwischen dem 7. und 9. Jahrhundert befand sich hier eine große Siedlung von Händlern skandinavischer Herkunft, die mit der Anlage von Staraja Ladoga vergleichbar ist. Bei Ausgrabungen 1929 und 1930 entdeckte man drei Gräberfelder mit insgesamt 3000 Gräbern in Brandbestattungen, mit Waffen und Schmucksachen skandinavischen Typs aus der Vendelzeit. Die Funde aus zwei Gräberfeldern sind gotländischer Herkunft, die aus dem dritten Gräberfeld werden dem Mälartal in Mittelschweden zugeordnet. Sie stammen aus der Zeit zwischen 600 und 850 n. Chr.
Über den Libauer See (Liepājas ezers) war der Hafen für Handelsschiffe erreichbar.
Mitte des 9. Jahrhunderts erwähnte Bischof Rimbert in der Vita Sancti Ansgari erstmals die Burg Seeburg anlässlich der Eroberung des Gebietes der Kuren durch die Schweden unter König Olaf. In der Folgezeit sank die Bedeutung von Seeburg. Der Handelsplatz Truso trat an deren Stelle.
1269 wurde eine gemauerte Burg des Deutschen Ordens errichtet, deren Ruine heute besichtigt werden kann.

### Neuzeit
Der Orden verpfändete während des Livländischen Krieges die Komturei Grobin an den Herzog von Preußen, um Hilfe gegen die Angriffe Iwans IV. des Schrecklichen zu erhalten.
1560 wurde eine Schule eingerichtet. 1659 wurde das Gebiet von den Schweden verwüstet und 1710 wütete eine Pest-Epidemie. Im 17. Jahrhundert florierte Grobin dank seiner Handwerker (Bernsteindreher, Hutmacher, Spinner und Weber) und des Handels. Im 19. Jahrhundert bewirkte der Aufstieg Libaus, dass Grobin an Bedeutung verlor.
Am 23. Juni 1941 begann in Grobiņa die Schoa in Lettland, als das Einsatzkommando 1a der Einsatzgruppe A unter Führung von SS-Obersturmführer Fritz Reichert dort sechs Juden ermordete.
Seit 2002 ist Dassow in Mecklenburg-Vorpommern Partnerstadt von Grobiņa.
2009 vereinigte sich die Stadt mit vier umliegenden Gemeinden zum Bezirk Grobiņa, dessen Gebiet seit 2021 zum Bezirk Dienvidkurzeme gehört (siehe auch Verwaltungsgliederung Lettlands).

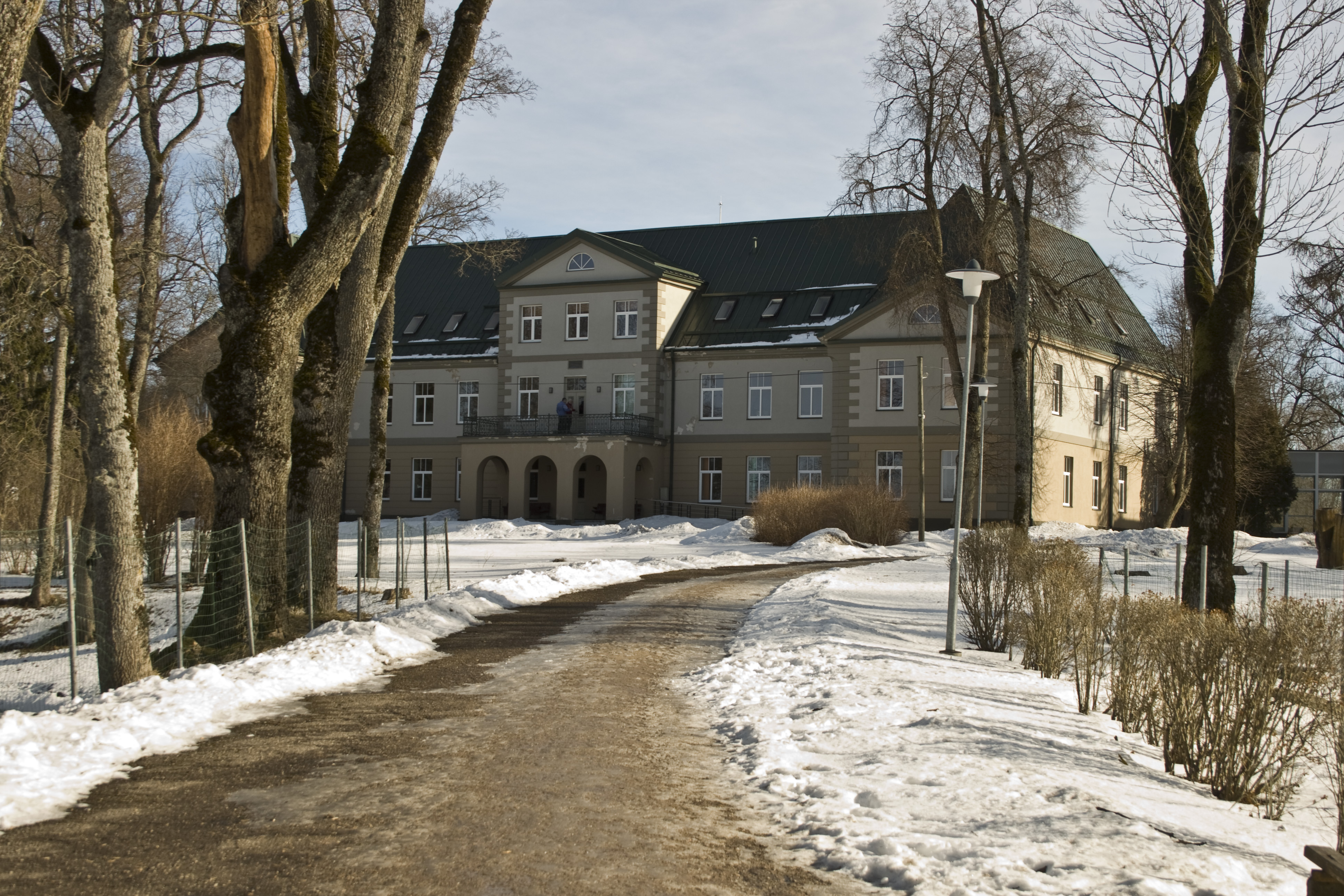
Herrenhaus Illien in Iļģi

## Gemeinde Grobiņa
Die Gemeinde Grobina umfasst 131,4 km² bei 2289 Einwohnern (2021). Ihre größten Siedlungen sind Dubeņi, wo sich die Gemeindeverwaltung befindet, Cimdenieki, Iļģi, Robežnieki, Ālande, Rolava und Gūžas.
In Iļģi befindet sich das klassizistische Herrenhaus Illien aus dem 19. Jahrhundert, ehemals Eigentum des Adelsgeschlechts Offenberg.

## Personen
- Eduard Schmidt von der Launitz (1797–1869), Bildhauer und Kunsthistoriker
- Theodor Schiemann (1847–1921), Historiker
- Archibald Graf von Keyserling (1882–1951), Admiral, geboren in Augustenhof bei Grobiņa
- Zenta Mauriņa (1897–1978), lettische Schriftstellerin, lebte seit ihrem ersten Lebensjahr in Grobiņa
- Kaspars Petrovs (* 1976), Serienmörder